# Felsődobsza
Felsődobsza là một thị trấn thuộc hạt Borsod-Abaúj-Zemplén, Hungary. Thị trấn này có diện tích 15,27 km², dân số năm 2010 là 907 người, mật độ 59 người/km².